# Abbaye de Boulbonne
L’abbaye de Boulbonne, ou abbaye de Bolbonne, est une ancienne abbaye cistercienne située au confluent de l'Hers-Vif et de l'Ariège, au lieu-dit Tramesaygues — du latin intra ambas aquas (entre deux eaux) — sur la commune de Cintegabelle dans le département de la Haute-Garonne et la région Occitanie, en Lauragais. Elle est classée monument historique depuis 1981.

## Histoire
Afficher une carte des deux emplacements de l'abbaye de Boulbonne.

### Mazères
L'abbaye de Boulbonne est d'abord fondée en 1129 — probablement par les moines de Tramesaygues à Cintegabelle — au sud de Mazères, département de l'Ariège, au bord du Raunier, à environ 14 km de son emplacement actuel à Cintegabelle,,.
En 1150, l'abbaye est affiliée à l'ordre des Citeaux et à l'abbaye de Bonnefont. Elle est protégée par les comtes de Foix, qui s'y font enterrer,.
Le 1er juin 1272, les rois Philippe III le Hardi et Jacques Ier d'Aragon, avec les princes de leurs familles et leurs suites, se réunissent à Boulbonne pour débattre des détails de la capitulation du comte de Foix Roger-Bernard III qui est assiégé par Philippe le Hardi.
L'abbaye est incendiée puis démolie en septembre 1567 lors des guerres de Religion, par les 1 500 gendarmes de la bande huguenote des « Casaques noires » du capitaine Jean-Claude de Lévis d'Audon, de la maison de Léran,. Les moines se replient alors à Toulouse, au collège de Boulbonne.

### Cintegabelle
C'est 65 ans plus tard, en 1632, (ou en 1652,), que démarre la reconstruction de l'abbaye sur son site actuel, au lieu-dit de Tramesaygues à Cintegabelle, à l'endroit exact où des moines de l'abbaye de Cuxa avaient installé un prieuré six siècles plus tôt, vers 972,, ceux-là mêmes qui ont ensuite fondé la première abbaye de Boulbonne à Mazères. En 1717, la reconstruction est commentée par Edmond Martène et Ursin Durand de la congrégation de Saint-Maur : « On a rebâti cette maison avec tant de magnificence qu'elle peut passer pour une des plus belles abbayes de l'ordre de Citeaux. »
L'église est consacrée en 1742 par Jean-Baptiste de Champflour, évêque de Mirepoix.
Début 1753, les restes funèbres des comtes de Foix sont retrouvés par hasard parmi les ruines de Mazères. Le transfert des cendres à Cintegabelle et la cérémonie ont lieu le 15 mai 1753,.
À la Révolution française, l'abbaye ne compte, en 1790, plus que 9 moines et 4 convers, qui sont présents lors de l'inventaire démarré le 14 mars 1790 et terminé le 15 mai, réalisé pour préparer la mise aux enchères des « biens nationaux » qui a lieu le 12 juin 1791 dans le bureau du district de Muret,. Cette vente explique qu'une partie du mobilier se retrouve de nos jours à l'église paroissiale, ou ait purement disparu, comme les quatre grands tableaux du réfectoire. Mais cela est bien peu comparé à toutes les richesses que possédait l'Abbaye, forte des nombreux dons des seigneurs de la région.[réf. nécessaire]
En 1842, Norbert Moulas achète à M. Azam la partie formant l'angle sud-est. Depuis, les bâtiments de l'ancienne abbaye sont restés la propriété de la famille Moulas, et sont ouverts à la visite lors des Journées européennes du patrimoine.

## Architecture
La majorité des édifices a disparu, mais il reste certaines façades, le portail d'entrée en briques, la salle capitulaire, le réfectoire, deux couloirs du cloître ainsi que les pigeonniers et les écuries.
De l'église, détruite à la révolution, il ne reste qu'un mur. Elle avait été décrite lors de l'inventaire :

« Au fond du bras droit de la dite église, et du côté de l’Évangile, est placé dans l’enfoncement de la muraille un mausolée où sont renfermés les ossements des comtes de Foix, fondateurs de cette abbaye, et du cardinal Curti, religieux profès de cette abbaye et leur bienfaiteur, lesquels ossements furent retirés de l’ancien monastère de Bolbonne, situé dans la juridiction de Mazères, détruit par les hérétiques, et furent transportés avec solemnité dans la présente église, et renfermés dans ce mausolée fermé d’une pierre en marbre noir avec l’inscription en lettres dorées. »

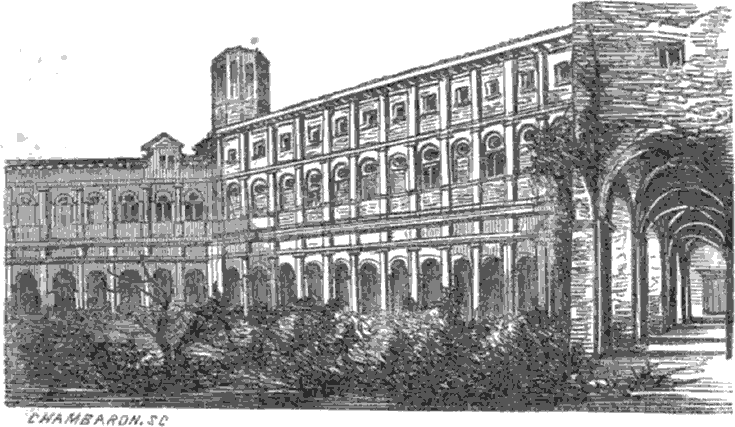
Gravure du cloître (avant 1866).
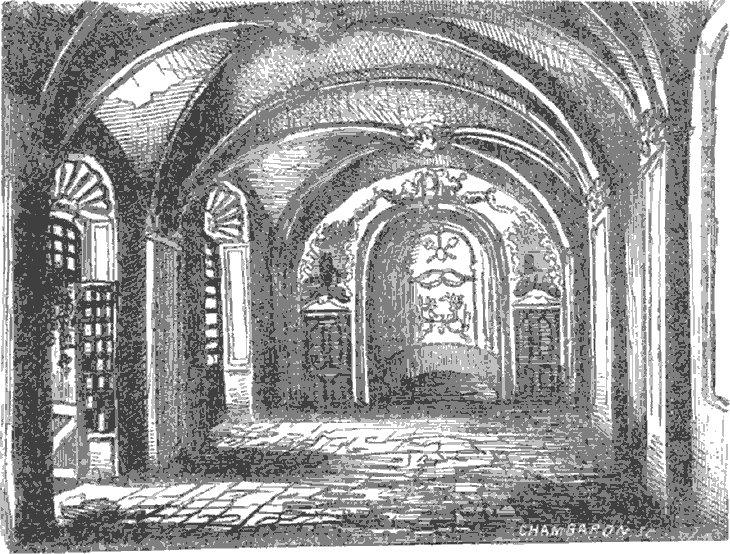
Gravure du réfectoire (avant 1866).
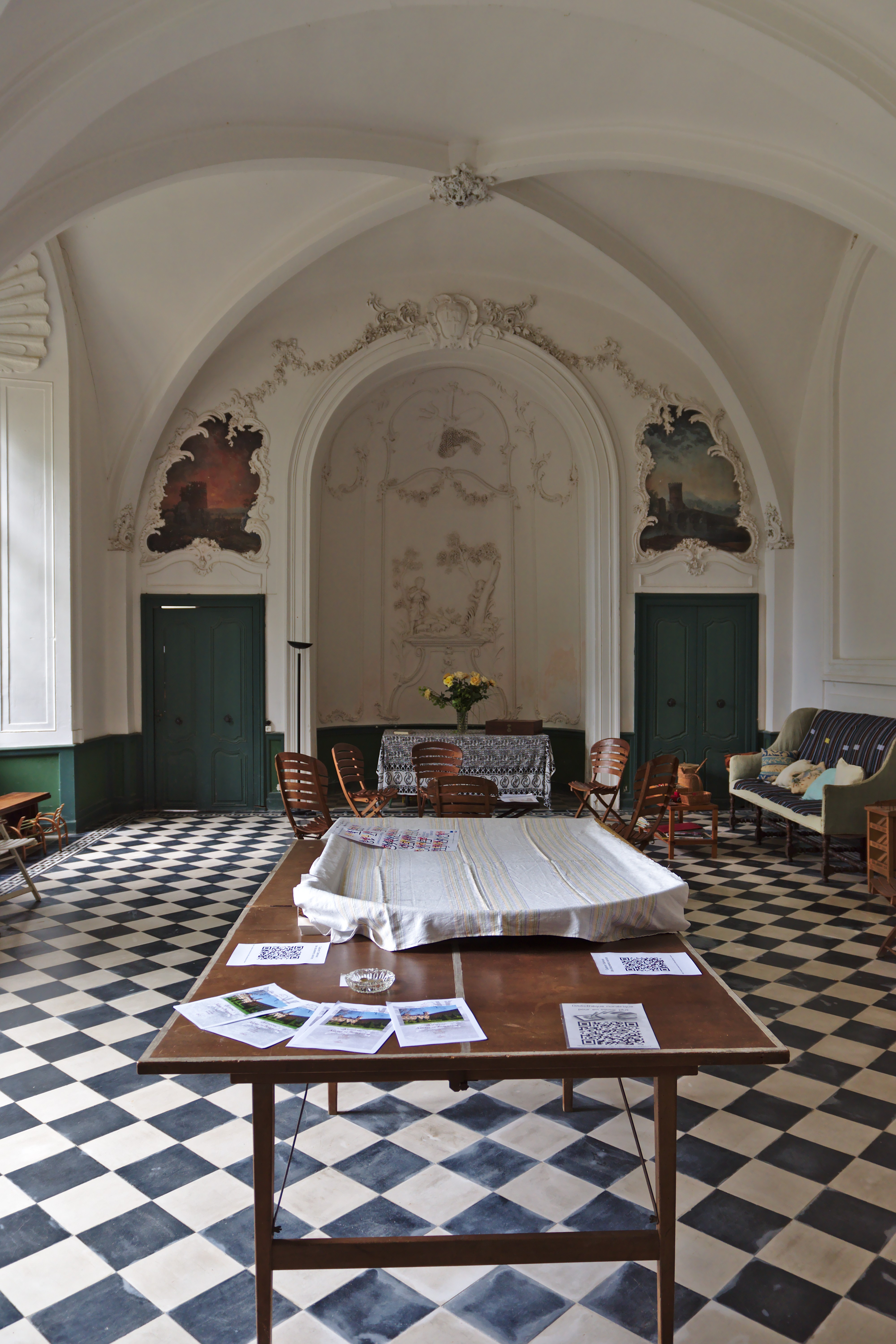
Le réfectoire aujourd'hui.
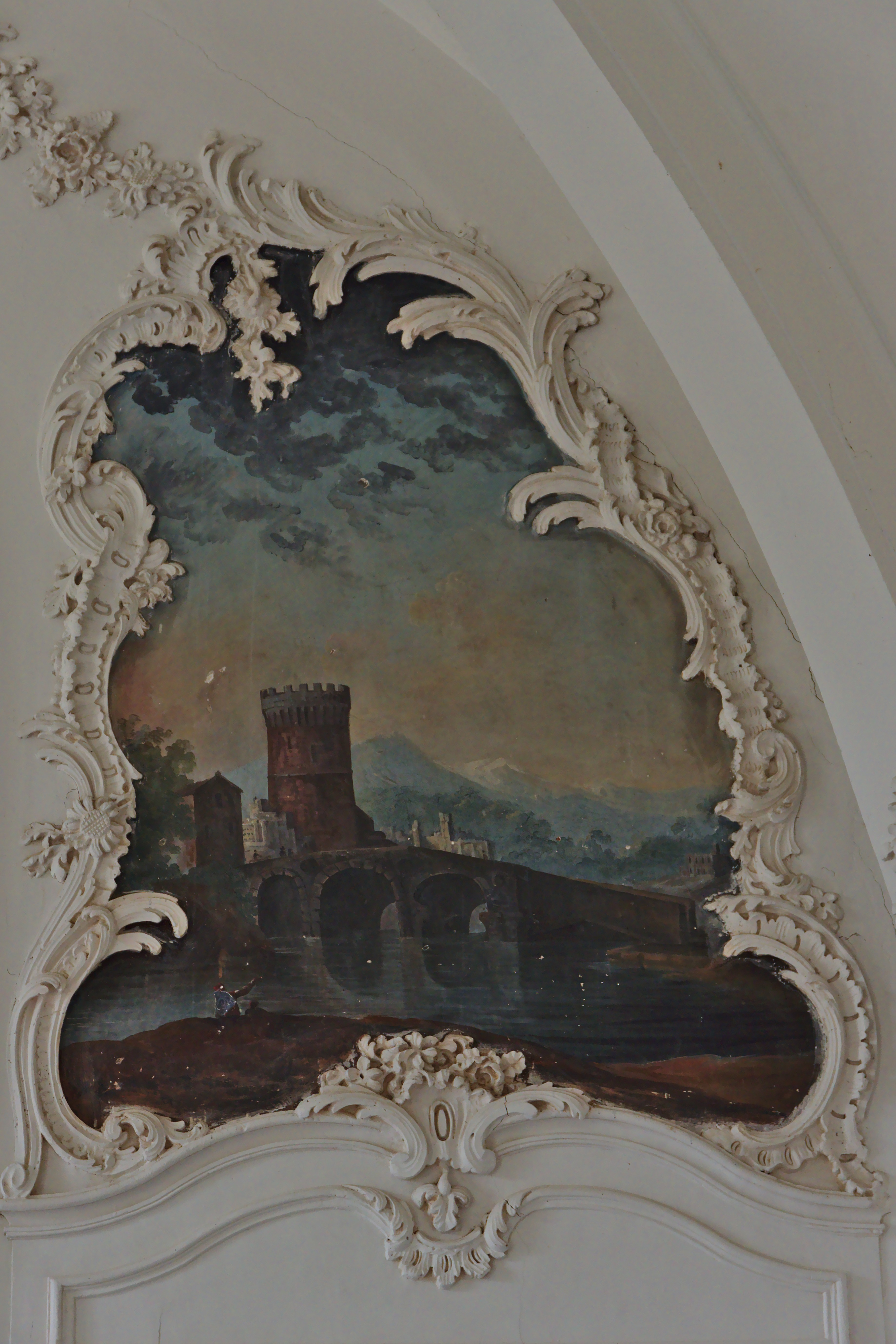
L'une des quatre peintures murales du réfectoire.
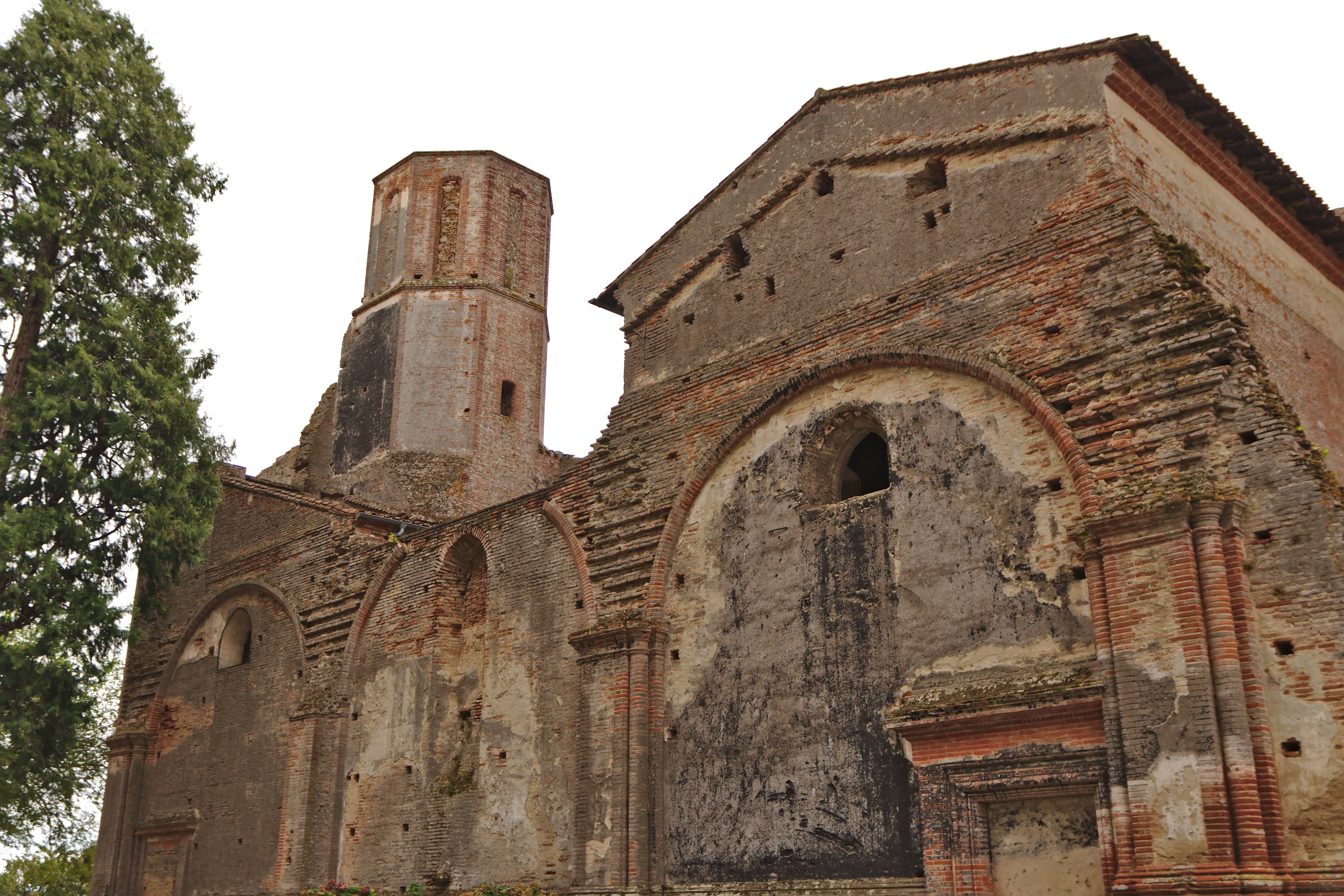
Mur de l'église détruite.
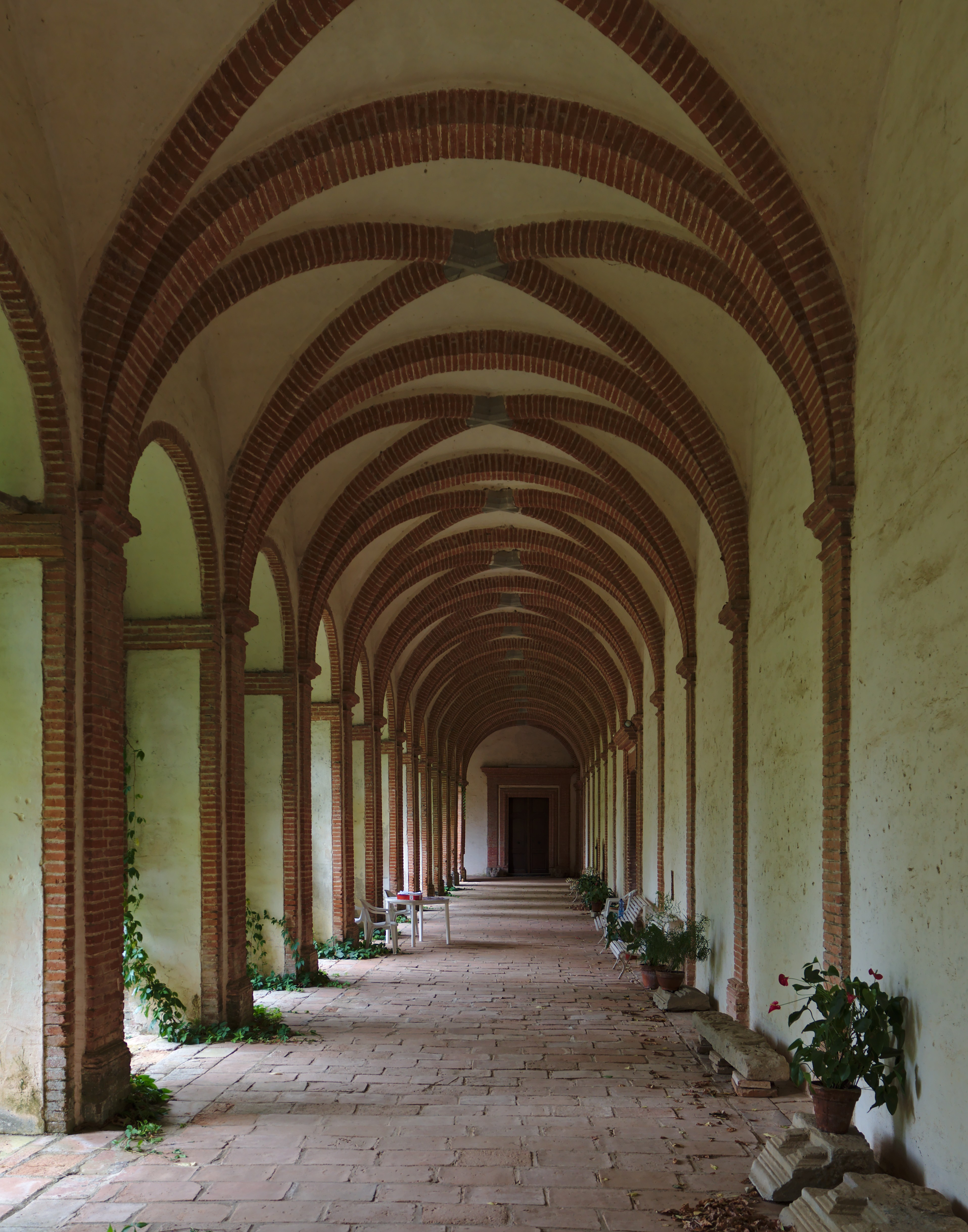
Le cloître (couloir sud-est).
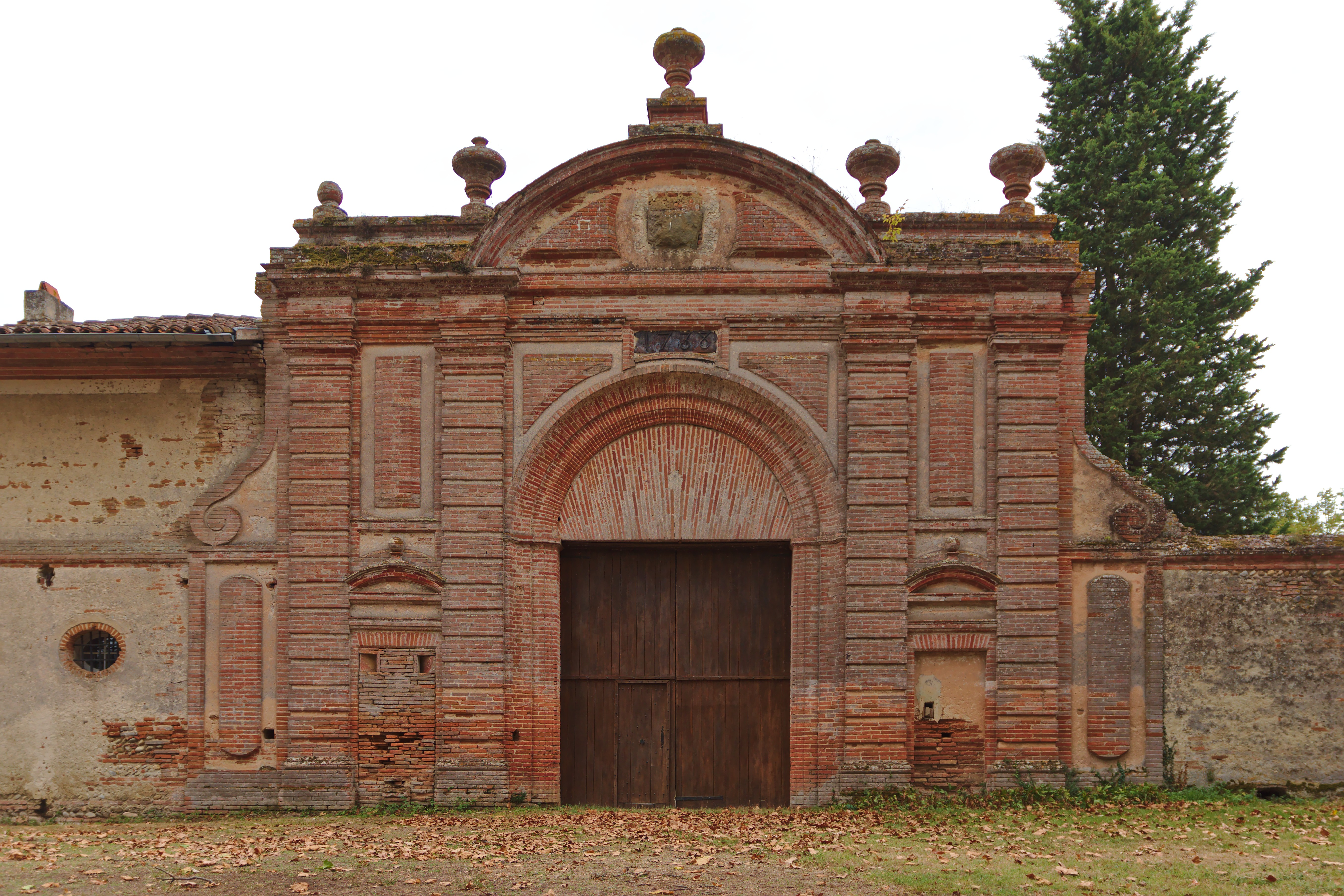
Le portail d'entrée (1738).
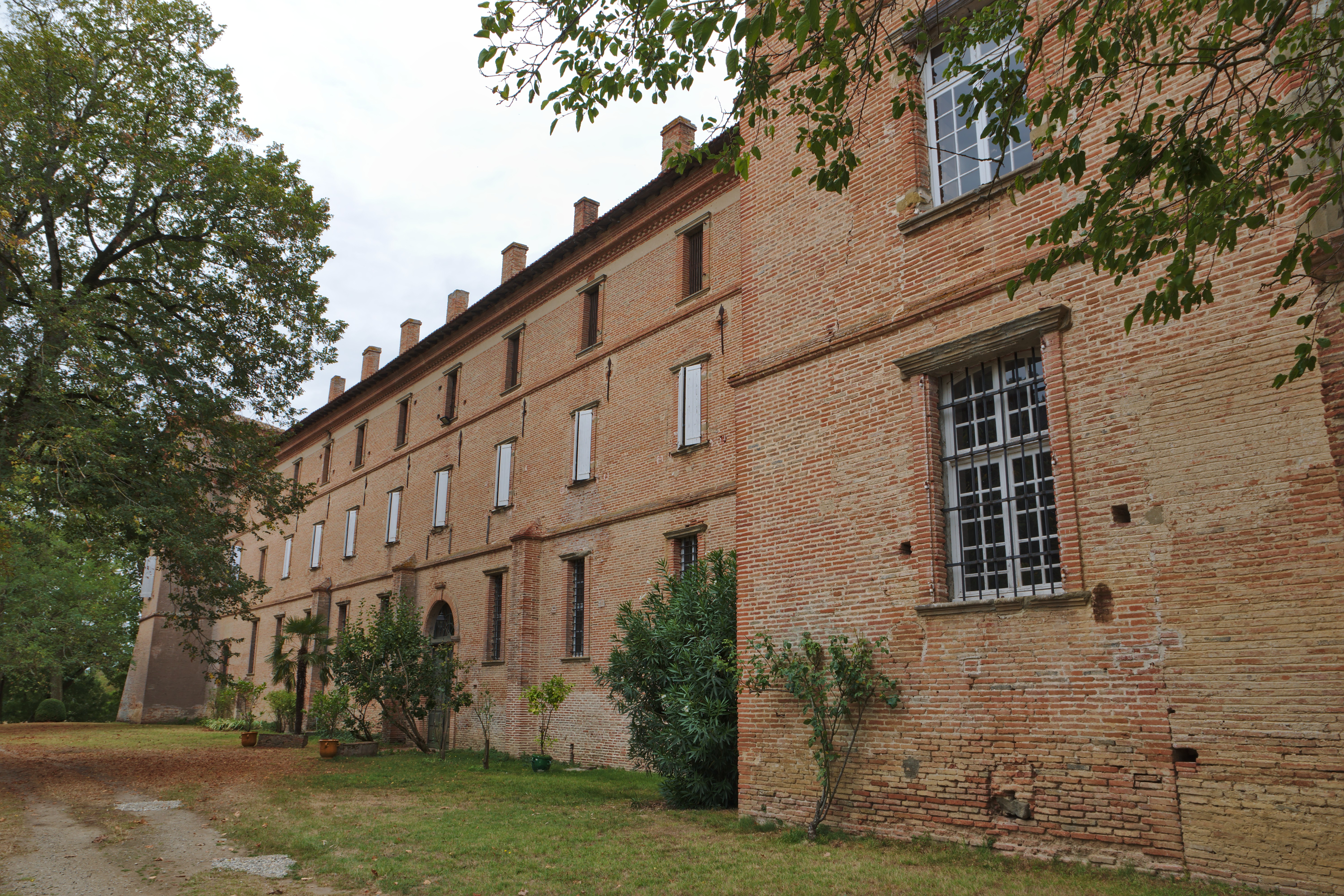
Les chambres au premier étage ont chacune une cheminée.
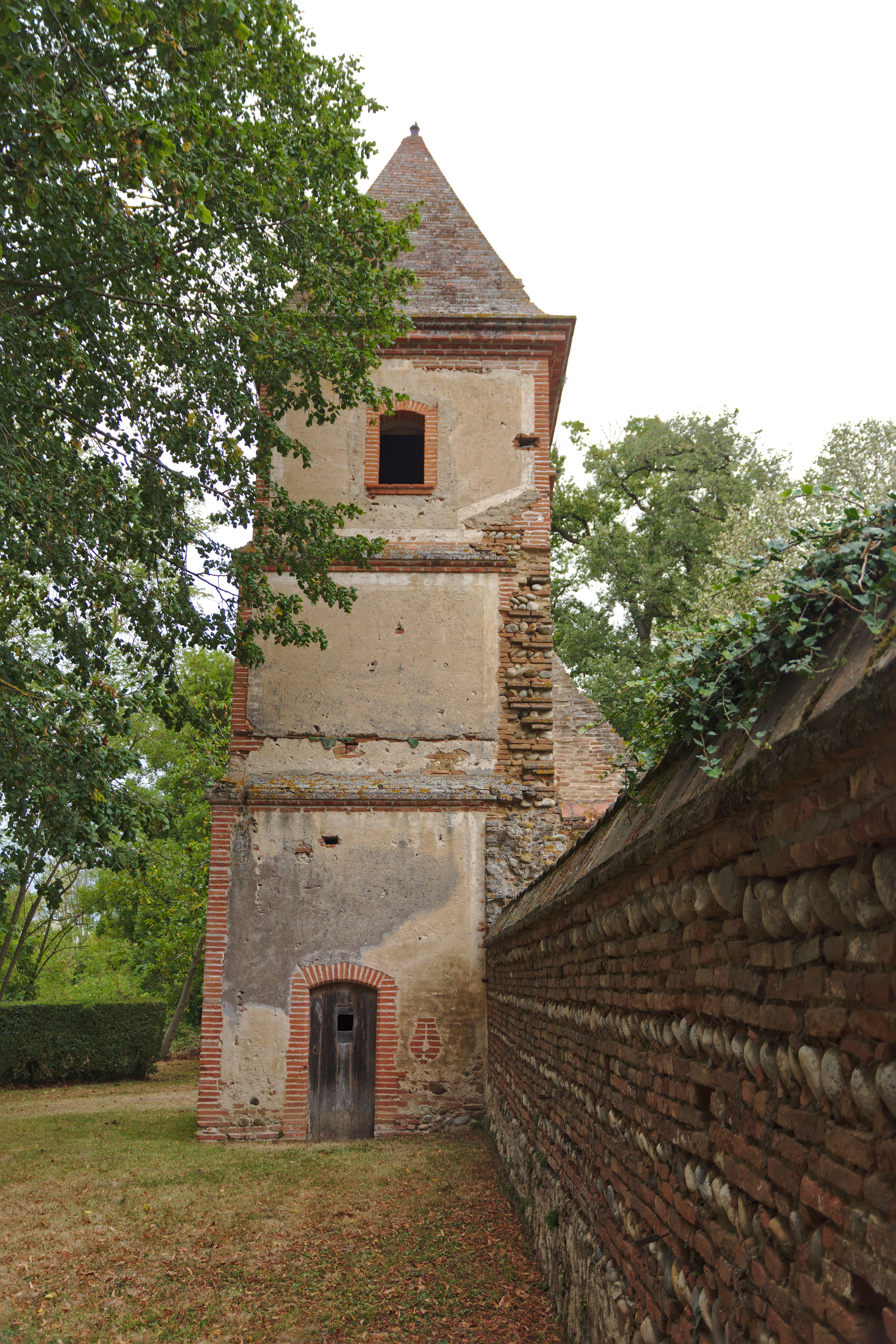
Le pigeonnier de l'angle ouest.

## Personnalités
Simon de Montfort séjourne à l'abbaye en 1213 avant la bataille de Muret.
Jacques Fournier (1285-1342) entre à l'abbaye et deviendra le pape Benoît XII en 1334.

## Liste des abbés
- 1154-1180 : Dominique Ier
- 1180-1196 : Eudes Ier
- 1196-1197 : Dominique II
- 1197-1206 : Béranger Ier
- 1206-1209 : Auger
- 1209-1215 : Béranger II Valart
- 1215-1221 : Raymond Ier Sigier
- 1221-1222 : Guillaume Ier
- 1222-1225 : Robert (1)
- 1225-1226 : Eudes II
- 1226-1229 : Robert (2)
- 1229-1232 : Pierre Ier
- 1232-1236 : Pons de Saint-Victor
- 1236-1237 : Adémar Ier
- 1237-1246 : Bernard Ier d’Albars
- 1246-1248 : Béranger III
- 1248-1257 : Adémar II
- 1257-1262 : Guillaume II Robert
- 1262-1269 : Arnaud Ier
- 1269-1272 : Roger
- 1272-1276 : Obric
- 1276-1282 : Bernard II Saquet
- 1282-1299 : Imbert
- 1299-1316 : Arnaud II Guillaume
- 1316-1317 : cardinal Guillaume de Court Novel
- 1317-1337 : ?
- 1337-1347 : Durand
- 1342-1354 : Arnaud III
- 1354-1364 : Bertrand
- 1364-1370 : Raymond II
- 1370-1401 : Pierre II Aulier
- 1401-1404 : Arnaud IV
- 1404-1432 : Pierre III Elie de Foix
- 1432-1453 : Raymond III
- 1453-1462 : Pierre IV Erbolet
- 1462-1476 : Antoine Solier
- 1476-1494 : Guillaume IV Roger
- 1494-1497 : Jean Ier de Foix, fils naturel de Mathieu de Foix[15]
- 1497-1512 :
- 1512-1533 : Paul de Béarn, fils de Jean de Foix[15]
- 1533-1551 : Amanieu de Foix
- 1551-1572 : cardinal Hippolyte d’Este[14]
- 1572-1586 : cardinal Louis II d’Este[30]
- 1586-1593 : Arnaud V
- 1593-1597 : cardinal François Ier de Joyeuse
- 1597-1638 : Jacques de Villemur de Pailhès[30]
- 1638-1664 : Philippe de Villemur de Pailhès[30]
- 1664-1721 : François II de Villemur de Pailhès (abbé commendataire)[31],[30]
- 1721-1729 : Charles Andrault de Langeron de Maulévrier, chevalier de Malte (abbé commendataire)[31]
- 1729-1730 : Barthélémy de Salignac de La Mothe-Fénélon (abbé commendataire)[31]
- 1730-1740 : Claude-Antoine de Choiseul-Beaupré (abbé commendataire)[31]
- 1740-1748 : Georges Lazare Berger de Charancy (abbé commendataire)[31]
- 1748-1777 : Henri-François de Paule Lefebvre d’Ormesson (abbé commendataire)[31]
- 1777-1788 : François-Xavier-Marc-Antoine de Montesquiou-Fézensac (abbé commendataire)[31]
- 1788 : L'abbaye est vacante[31]
- 1789-1790 : Maillé La Tour Landry (abbé commendataire)[31]